# 泗塘新村
泗塘新村是中華人民共和國上海市寶山區張廟街道的一個住宅區，位於長江西路和愛輝路附近。它分為4個區域，分別為泗塘一村、泗塘二村、泗塘三村、泗塘四村、泗塘五村、泗塘六村、泗塘七村。其中泗塘一村和泗塘二村建於1959年和1962年。泗塘四村建於1985年。泗塘新村名稱來自於泗塘新村東側的西泗塘。